# Greater Los Angeles Area

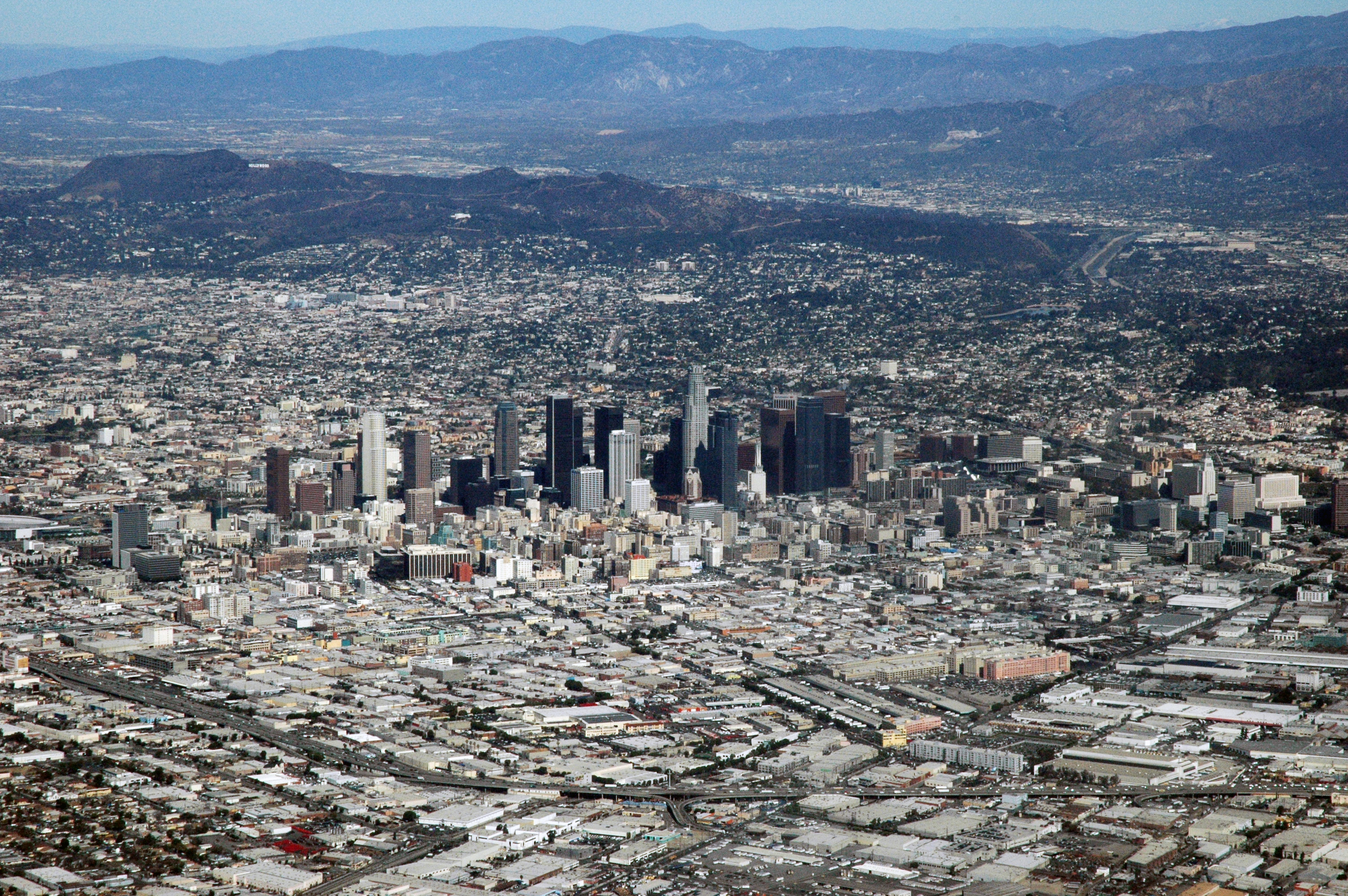
Luchtfoto van Downtown Los Angeles.

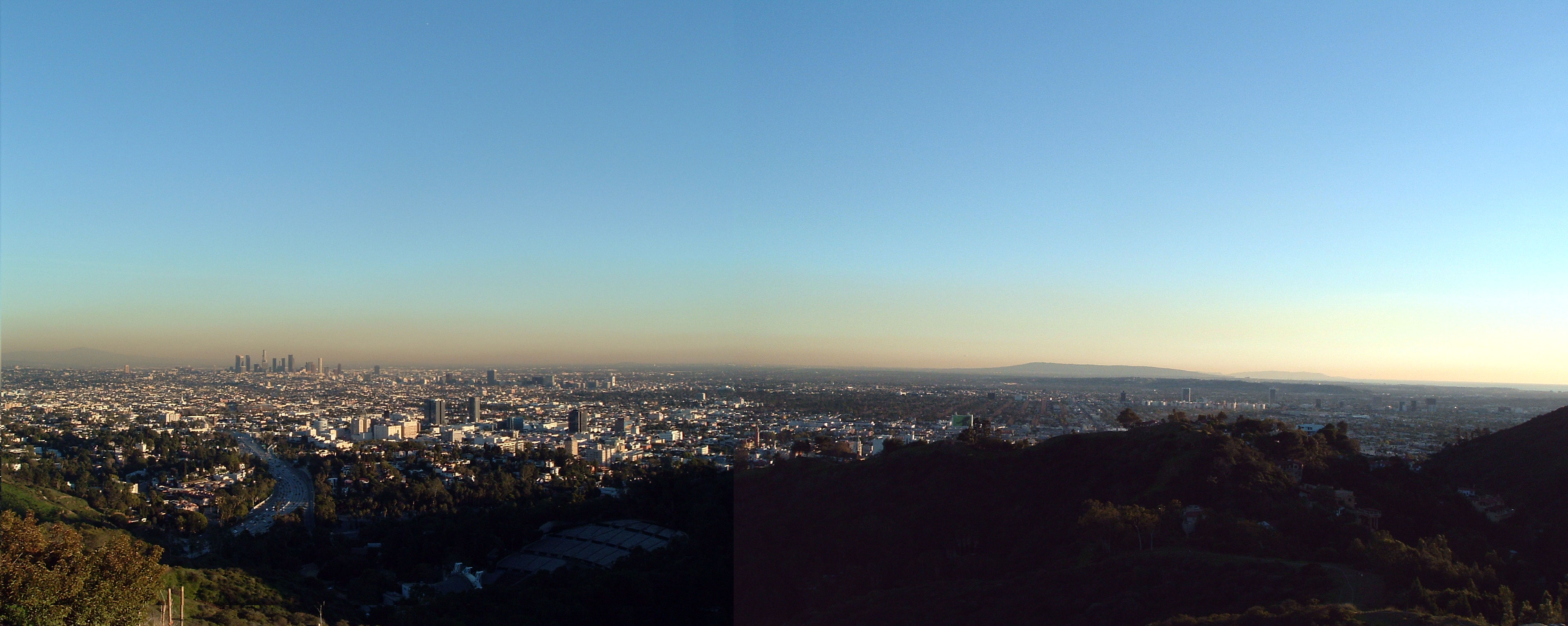
Het Los Angeles Basin, gezien vanaf Mulholland Drive.

De Greater Los Angeles Area of The Southland is een agglomeratie die zich rond de Zuid-Californische stad Los Angeles bevindt. De agglomeratie omvat vijf county's (Ventura County, San Bernardino County, Riverside County, Los Angeles County & Orange County), die samen een oppervlakte van 87.940 vierkante kilometer hebben, waardoor de Greater Los Angeles Area de grootste agglomeratie is qua landoppervlakte. Met 18.903.227 inwoners is het de tweede agglomeratie qua inwoneraantal in de Verenigde Staten.
Greater Los Angeles bestaat uit drie verschillende metropolen: 
- Inland Empire.
- Ventura/Oxnard Metropolitan Area
- Los Angeles Metropolitan Area of Metro LA.

De Greater Los Angeles Area is onderdeel van de Southern California Megalopool, die zich uitstrekt door geheel Zuid-Californië, en delen van Nevada en Mexico.

## Geschiedenis van de metropool
Los Angeles groeide uit tot een grote stad op het moment dat de Pacific Electric Railway kleinere omliggende plaatsen ontsloot. De daaropvolgende opkomst van de auto en teloorgang van de spoorwegen zorgden ervoor dat de forensensteden almaar groter werden, en daardoor ontwikkelde het hele gebied zich. Door deze evolutie was en is de agglomeratie Los Angeles veel minder dichtbevolkt dan sommige andere Amerikaanse steden, zoals New York en Chicago. Er moet wel rekening worden gehouden met het feit dat de bevolkingsdichtheid van de agglomeratie Los Angeles ook laag is omdat de agglomeratie ook heel wat onbewoonde gebieden omvat, zoals de Santa Monica Mountains, San Gabriel Mountains en de Mojavewoestijn.

## County's

### Los Angeles County

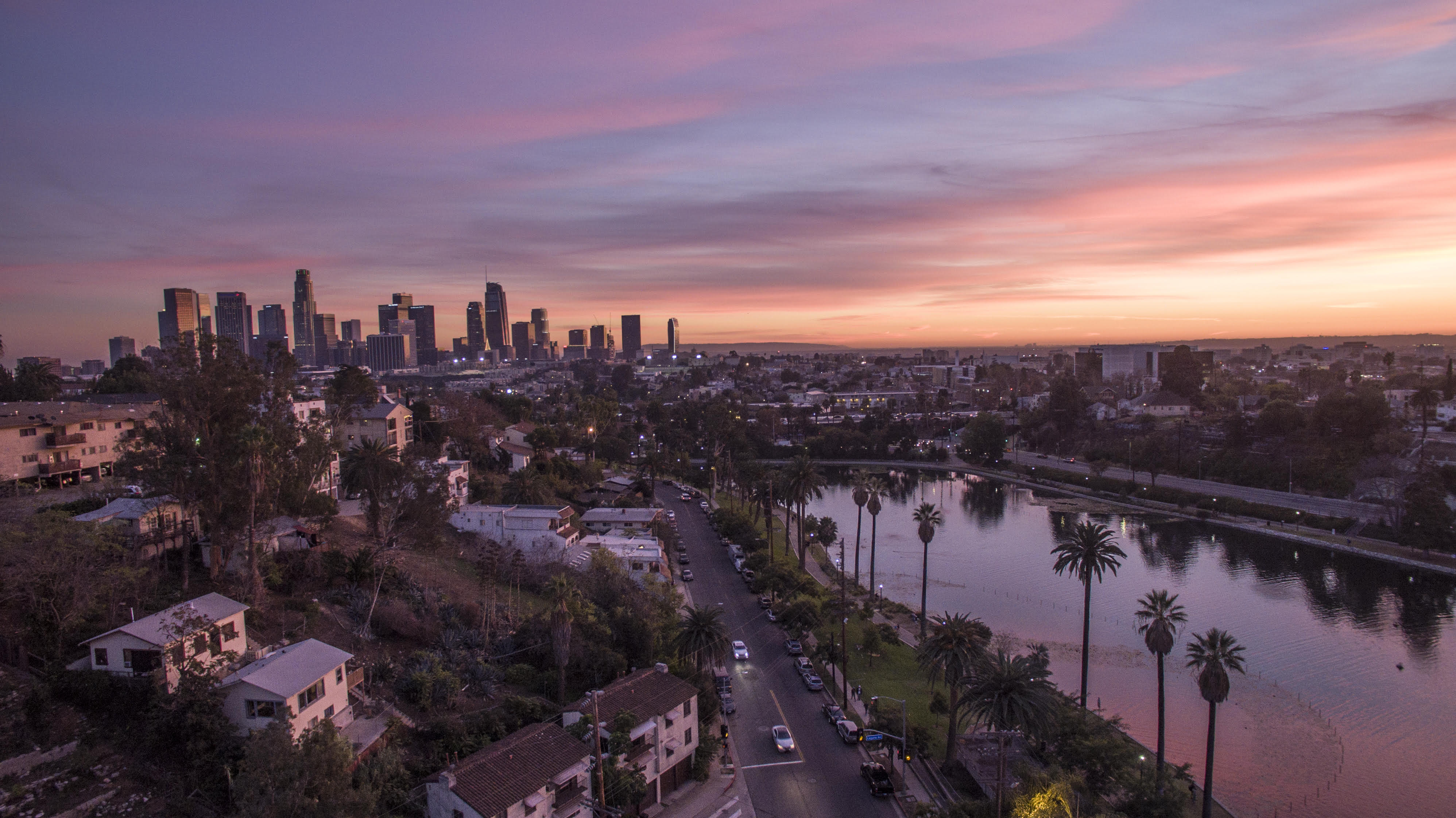
Echo Park Lake in Los Angeles, met op Downtown L.A. op de achtergrond.

Los Angeles County is de grootste county van de hele Verenigde Staten. In de county wonen er 10.072.629 mensen (een kwart van alle Californiërs). Los Angeles County heeft een bevolkingsdichtheid van 940 per km2. De county bestaat uit 88 geïncorporeerde steden en heeft daarnaast zo'n 140 gemeentevrije zones. De hoofdstad van de county is Los Angeles.
Een groot deel van de bevolking woont in het zuiden en het zuidwesten van de county. De dichtstbevolkte gebieden zijn het Los Angeles Basin, de San Fernando Valley en de San Gabriel Valley. Overige gebieden zijn de Santa Clarita Valley, de Pomona Valley, de Crescenta Valley en de Antelope Valley.
Veel van de steden die Los Angeles County rijk is, zijn in het verleden geannexeerd. Veel van deze steden zijn opgegaan in Los Angeles City, maar enkele zoals Beverly Hills en Santa Monica bleven zelfstandig. Deze steden worden volledig omringd door Los Angeles City en worden daarom vaak tot de stad gerekend. Zo behoren Beverly Hills en Santa Monica tot de Westside van Los Angeles en steden zoals Inglewood en Hawthorne behoren tot South L.A.
De Santa Monica Mountains, San Gabriel Mountains en de Mojavewoestijn maken bebouwing in die gebieden lastig. Dit is goed merkbaar, doordat er ten noorden van de San Gabriel Mountains bijna geen stedelijke bebouwing is. Er bevinden zich maar enkele steden, zoals Lancaster en Palmdale.

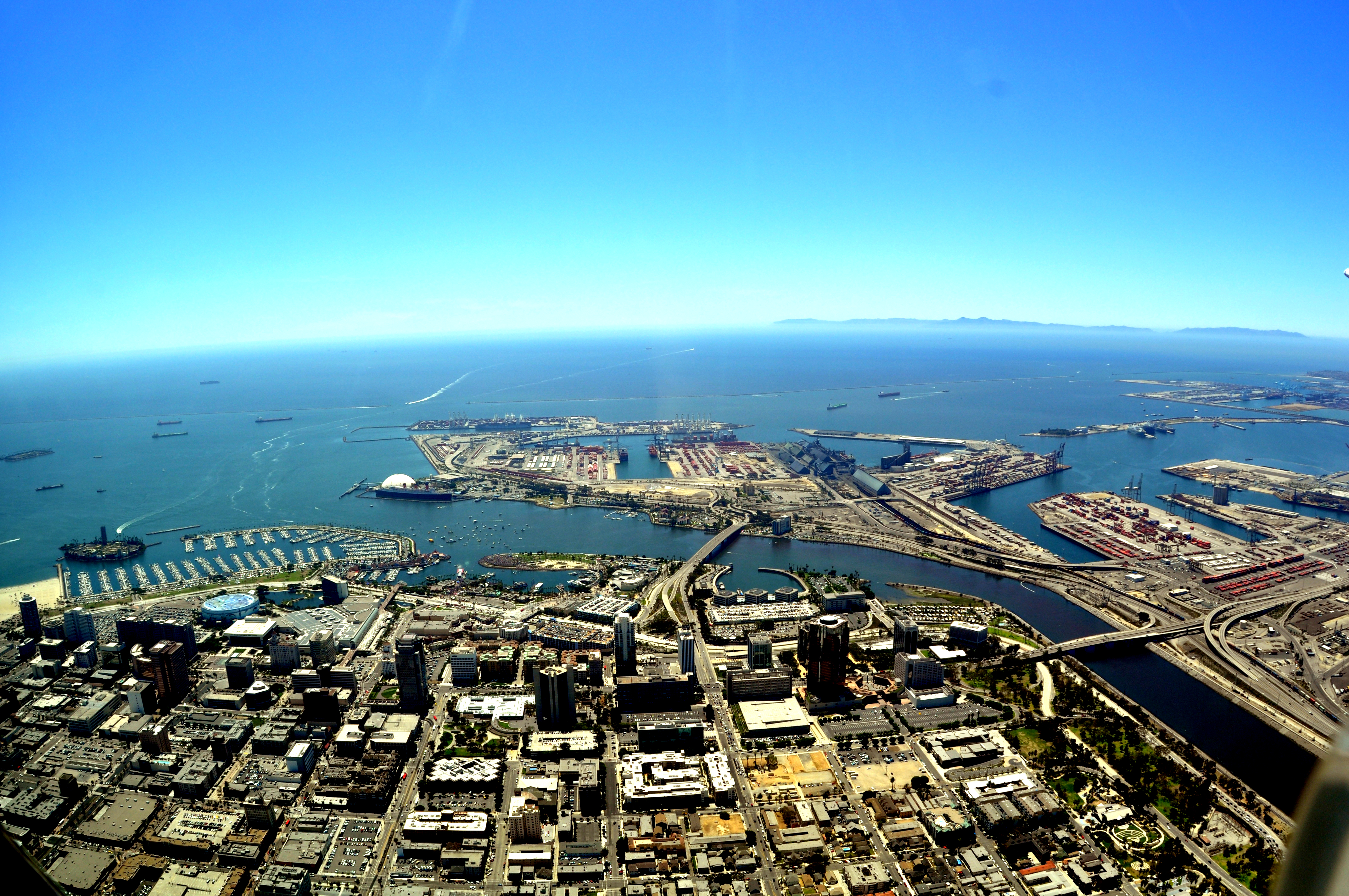
Luchtfoto van Long Beach

Wat betreft de etniciteit van de inwoners in de county is 47,76% blank (hiervan is 21,83% Hispanic en 25,93% niet-Hispanic), 14,83% Aziatisch, 8,07% Afro-Amerikaans, 7,27% heeft twee of meer etniciteiten, 0,78% Native, 0,25% Hawaïaans of van een ander Pacifisch eiland en 21,05% van een overige etniciteit.
De gemiddelde leeftijd van de inwoners van Los Angeles County is 36,7 jaar.   
Het gemiddelde jaarinkomen in Los Angeles County is $76,367. 17,02% van alle inwoners leeft in armoede. 
De meest gesproken talen in Los Angeles County zijn Engels (43,91%) en Spaans (38,72%). Daarna volgen Aziatische talen (13,22%), overige Indo-Europeaanse talen (5,24%) en Pacifische talen  (1,11%).

### Orange County
Orange County is met 3.268.266 inwoners de op twee na meest bevolkte county in Californië, na Los Angeles County en San Diego County. De county heeft een bevolkingsdichtheid van 1,540 per km2 
Orange County was tot 1889 onderdeel van Los Angeles County, en bestond vrijwel alleen uit plantages. De voornaamste producten uit de county waren citrusvruchten, avocado's en olie. In de jaren 50 groeide Orange County uit tot een forenzengebied, nadat de Santa Ana Freeway (Interstate Highway 5) de county met Los Angeles verbond. Hedendaags staat Orange County bekend om zijn attracties, zoals Disneyland Park in Anaheim, Knott's Berry Farm in Buena Park en de 64 km lange kustlijn.

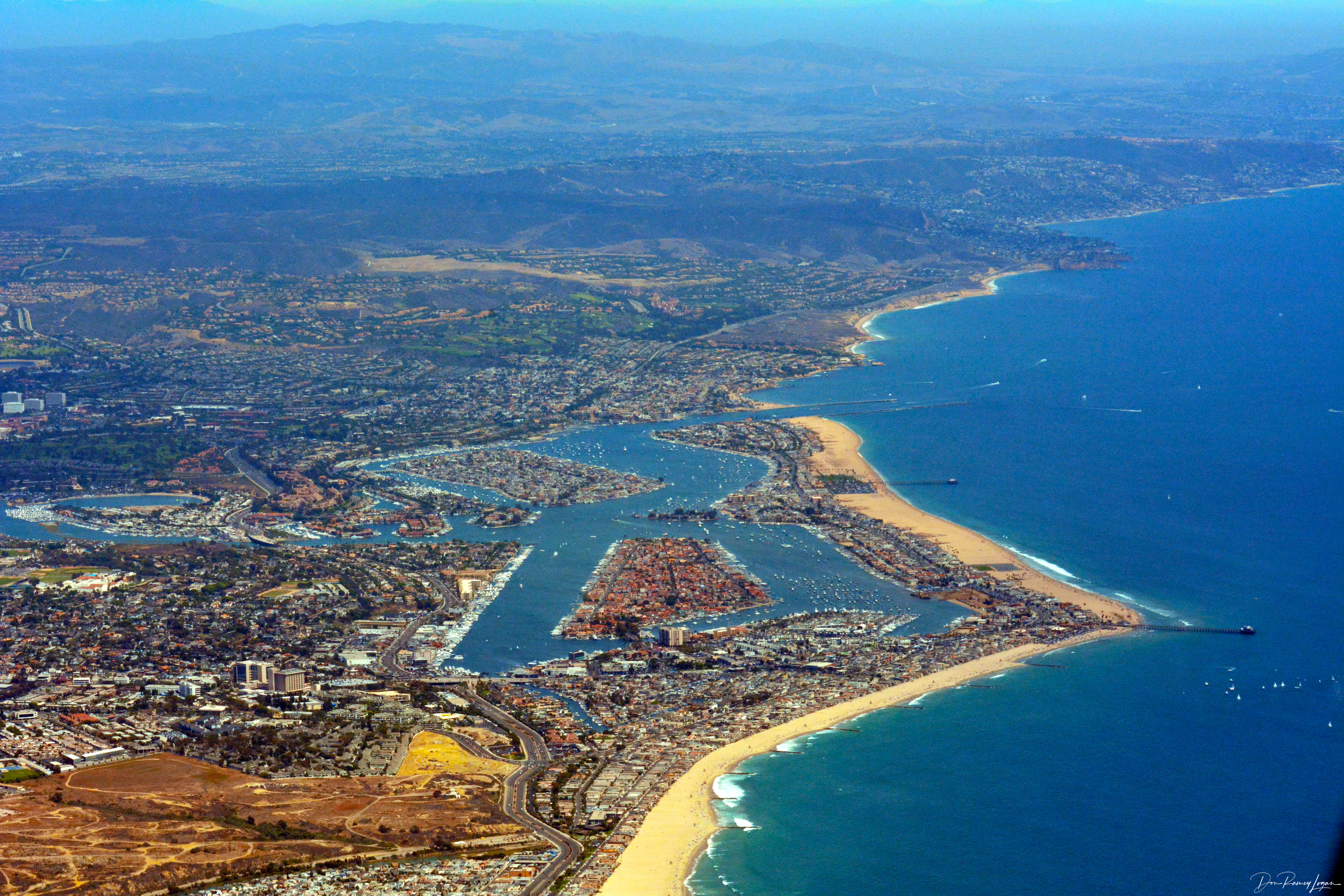
Luchtfoto van Newport Beach

In tegenstelling tot andere county's heeft Orange County geen hoofdstad. Van de 34 geïncorporeerde steden en 20 gemeentevrije plaatsen is een merendeel voorstedelijk. Anaheim, Santa Ana, Orange, Huntington Beach & Fullerton zijn oudere steden en hebben wel een stadskern. Het countybestuur is gevestigd in Santa Ana.
Wat betreft de etniciteit van de inwoners is 57,63% blank (hiervan is 17,8% Hispanic en 39,83% niet Hispanic), 21,06% Aziatisch, 6,85% heeft meerdere etniciteiten, 1,71% Afro-Amerikaans, 0,49% Native, 0,3% is Hawaïaans of van een ander Pacifisch eiland en 11,98% van een overige etniciteit.
De gemiddelde leeftijd van de inwoners van Orange County is 38,3 jaar.  
Het gemiddelde jaarinkomen in Orange County is $100.485. 12,24% van de inwoners in Orange County leeft in armoede.
De meest gesproken taal in Orange County is Engels (52,97%), gevolgd door Spaans (23,7%), Aziatisch & Pacifische talen (18,08%), Indo-Europeaanse talen (4,17%) en overige talen (1,08%)

### Riverside County

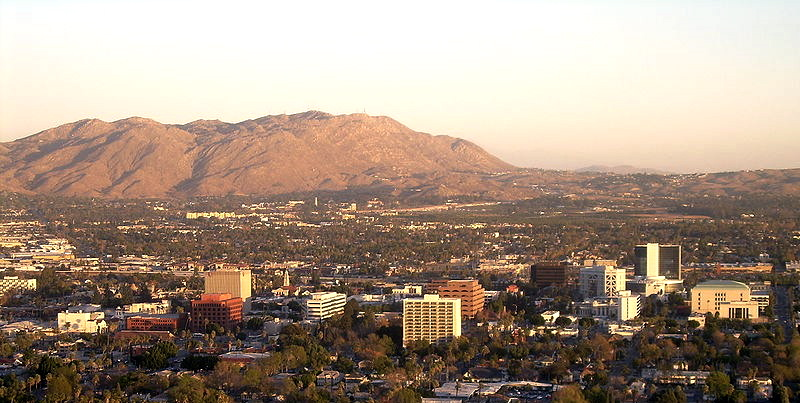
Riverside, met op de achtergrond de Box Springs Mountains

Riverside County telt in totaal 2.486.747 inwoners. De county heeft een bevolkingsdichtheid van 130 per km2. 
Samen met San Bernardino County vormt het de metropool Inland Empire. Riverside County bestond net als Orange County in het begin uit vele plantages en met de komst van de Interstates groeide het uit tot een voorstedelijk gebied van Los Angeles.
Riverside County heeft meer stedelijke bebouwing in het westen, tegen de grens van Los Angeles County. Hier bevinden zich grote steden zoals Riverside en Corona. In de Coachella Valley bevinden zijn er ook enkele grote steden te vinden. De rest van de county bestaat uit woestijn.
Wat betreft de etniciteit van de inwoners is 55,73% blank (waarvan 21,36% Hispanic en 34,37% niet Hispanic), 6,75% Aziatisch, 6,48% Afro-Amerikaans, 0,77 % Native, 0,32% Hawaïaans of van een ander Pacifisch eiland en 22,11% is van een overige etniciteit.
De gemiddelde leeftijd van de inwoners van Riverside County is 35,8 jaar. 
Het gemiddelde jaarinkomen in Riverside County is $76.066. 15,55% van de inwoners in Riverside County leeft in armoede. 
De meest gesproken taal in Riverside County is Engels (57,87%), gevolgd door Spaans (33,6%), Aziatisch en Pacifisch (5,91%), Indo-Europeaanse talen (1,89%) en overige talen (0,73%).

### San Bernardino County

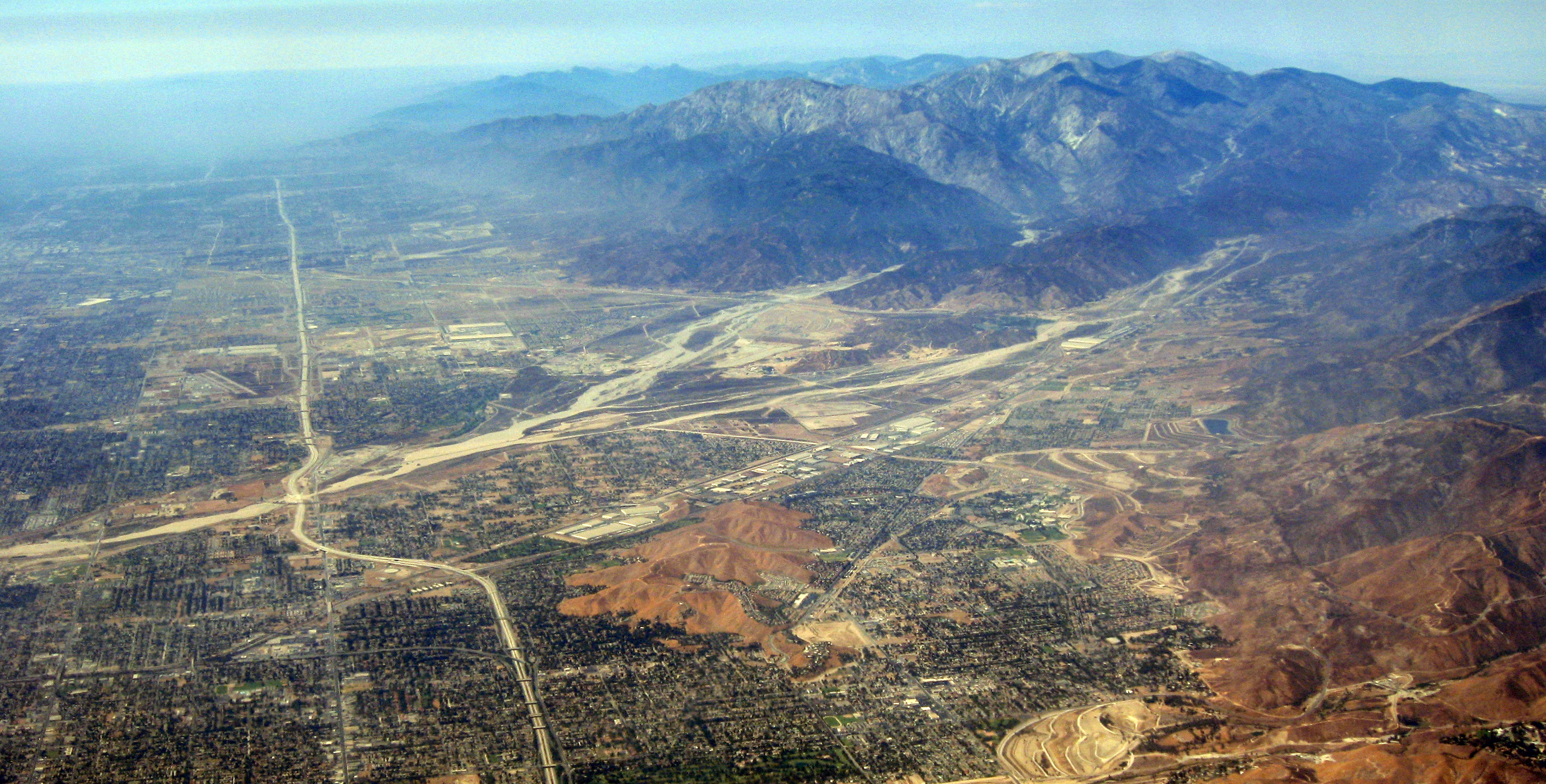
luchtfoto van de San Fernando Valley

San Bernardino County telt in totaal 2.225.586 inwoners. De county heeft een bevolkingsdichtheid van 40 per km2. Samen met Riverside County is het onderdeel van het Inland Empire. De meeste stedelijke bebouwing ligt aan de grens van Los Angeles County. Hier bevinden zich steden als San Bernardino en Ontario.
Wat betreft de etniciteit van de inwoners is 56,07% (waarvan 28,5% Hispanic en 27,57% niet Hispanic), 9,34% heeft twee etniciteiten, 8,16% Afro-Amerikaans, 7,39% Aziatisch, 0,85% Native, 0,31% Hawaiiaans of van een ander Pacifische eiland en 17,87% is van een overige etniciteit. 
De gemiddelde leeftijd van de inwoners van San Bernardino County is 33,6 jaar. 
Het gemiddelde jaarinkomen in San Bernardino County is $70.287. 18,69% van de inwoners leeft in armoede.
De meest gesproken taal in Riverside County is Engels (57,52%), gevolgd door Spaans (33,85%), Aziatisch en Pacifisch (6,44%), Indo-Europeaanse talen (1,33%) en overige talen (0,86%).

### Ventura County

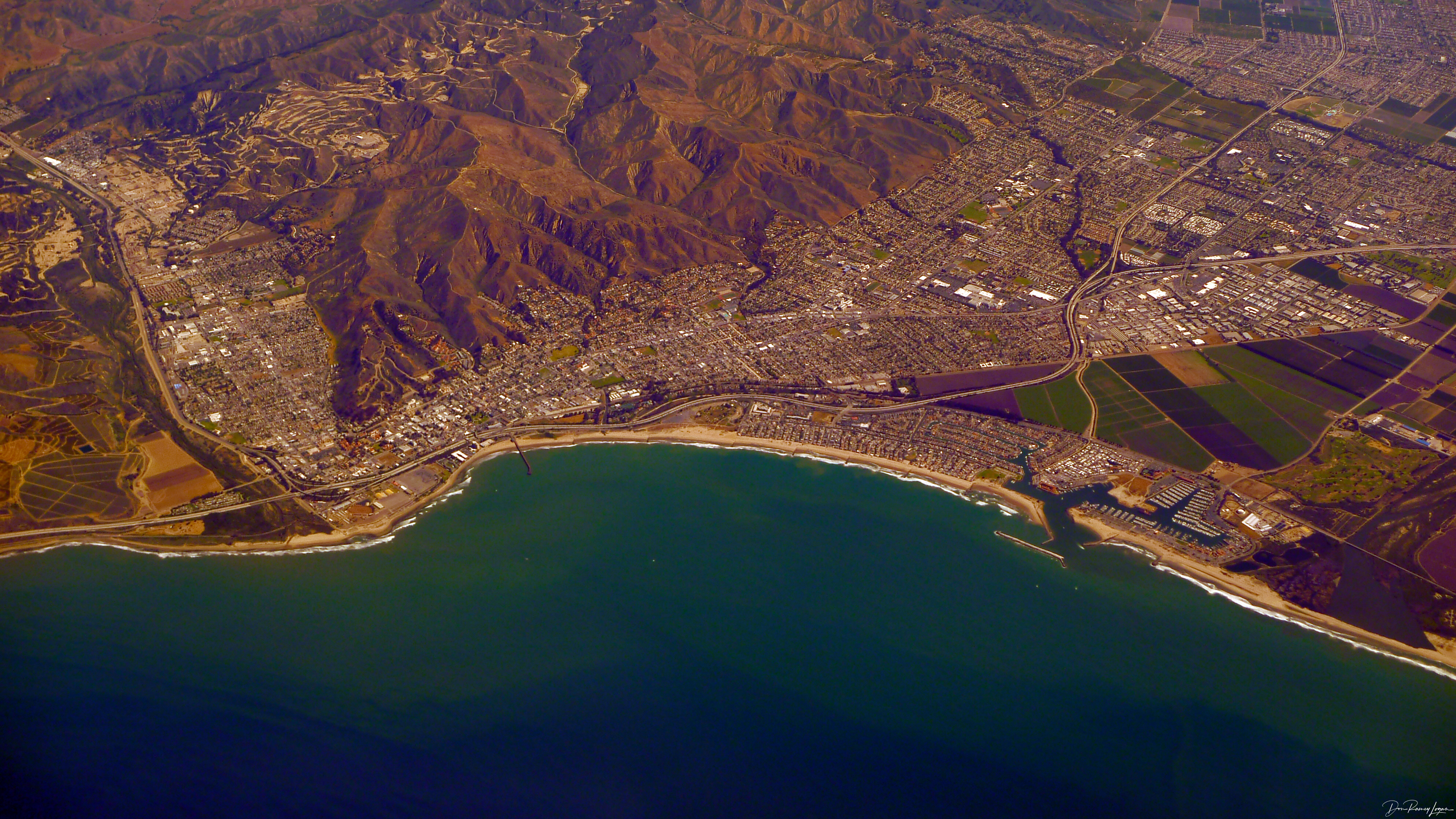
luchtfoto van Ventura

Ventura County telt in totaal 849.999 inwoners, met een bevolkingsdichtheid van 148 inwoners per vierkante kilometer. Ventura County bestaat voornamelijk uit groen en kustgebieden en heeft weinig bebouwing. Na de komst van U.S. Route 101 groeide de county en werd het een voorstedelijk gebied van Los Angeles. Vanwege het vele groen en de korte afstand tot Los Angeles is het erg populair onder forenzen. 
Wat betreft de etniciteit van de inwoners is 75,41% (waarvan 30,48% Hispanic en 44,94% niet Hispanic), 9,34% heeft twee etniciteiten, 8,16% Afro-Amerikaans, 7,39% Aziatisch, 0,85% Native, 0,31% Hawaiiaans of van een ander Pacifische eiland en 17,87% is van een overige etniciteit. 
De gemiddelde leeftijd van de inwoners van Ventura County is 38,5 jaar,
Het gemiddelde jaarinkomen in Ventura County is $45.018. 10,85% van de inwoners leeft in armoede. 
De meest gesproken taal in Ventura County is Engels (60,57%), gevolgd door Spaans (29,24%), Aziatisch en Pacifisch (6,43%), Indo-Europeaanse talen (2,79%) en overige talen (0,96%).

## Los Angeles Metropolitan Statistical Area
Het metropoolgebied van Los Angeles wordt voor statistische doeleinden aangeduid als Los Angeles-Long Beach-Anaheim CA Metropolitan Statistical Area. Het gebied heeft een oppervlakte van (12,561 km2) en heeft 12.534.00 inwoners (2023) Het metropoolgebied is opgedeeld in twee divisies:
- Los Angeles–Long Beach-Glendale, CA Metropolitan Division
- Anaheim-Santa Ana-Irvine, CA Metropolitan Division

## Los Angeles-Long Beach-Riverside, CA Combined Statistical Area
De Combined Statistical Area (CSA) van Los Angeles omvat vijf county's: Los Angeles, Orange, Ventura, San Bernardino en Riverside County. Het omvat dus ook de nagenoeg onbebouwde delen in het oosten van San Bernardino en Riverside County. Het CSA-gebied is opgedeeld in drie divisies:
- Los Angeles–Long Beach–Anaheim, CA MSA
- Oxnard–Thousand Oaks–Ventura, CA MSA
- Inland Empire, die uit twee divisies bestaat: (2.595.000 inwoners per 2023)[8]
  - Riverside County (2.486.747 inwoners per 2023)[9]
  - San Bernardino County (2.225.586 inwoners per 2023)[10]

## Verkeer en vervoer

### Vliegverkeer
Binnen Greater Los Angeles bevinden zich zes luchthavens die passagiers en vracht vervoeren. Vier luchthavens daarvan hebben internationale vluchten.

Luchtfoto van LAX

| Luchthaven                           | IATA-code | ICAO-code | Passagiers (2022)       |
| ------------------------------------ | --------- | --------- | ----------------------- |
| Los Angeles International Airport    | LAX       | KLAX      | 60.151.830              |
| John Wayne Airport                   | SNA       | KSNA      | 11.360.767              |
| Ontario International Airport        | ONT       | KONT      | 5.740.593               |
| Hollywood Burbank Airport            | BUR       | KBUR      | 5.458.194               |
| Long Beach Airport                   | LGB       | KLGB      | nog geen cijfers bekend |
| San Bernardino International Airport | SBD       | KSBD      | nog geen cijfers bekend |

### Wegverkeer
Door Greater Los Angeles lopen in totaal 10 Interstate Highways, 3 U.S. Routes en 38 State Highways. Deze wegen verbinden de agglomeratie met de rest van staat, de VS en zelfs buurlanden. Enkele grote wegen in de agglomeratie zijn de Interstate 5, Interstate 10 en de Interstate 405. De I-5 is een belangrijke noord-zuid route aan de westkust van de VS. De I-10 is een belangrijke oost-west route en de I-405 is een belangrijke route in Zuid-California. Ook begint/eindigt de voormalige US-Route 66 in de regio (de Santa Monica Pier)

### Spoorvervoer
Het grootste treinstation van de agglomeratie is het Union Station, in Los Angeles. Op dit station bieden twee spoorwegmaatschappijen hun diensten aan: Amtrak en Metrolink. 
Op het station, en nog vele andere binnen de agglomeratie stoppen er vier Amtrak-treinen: de Pacific Surfliner, de Coast Starlight, de Southwest Chief en de Sunset Limited.
Metrolink is een spoorwegmaatschappij die in Los Angeles County, Orange County, Riverside County, San Bernardino County, Ventura County en San Diego County actief is. Metrolink bestaat uit acht spoorlijnen met 67 stations. 
Vanaf 2027/28 wordt de Brightline West geopend. Deze hogesnelheidslijn zal passagiers van Greater Los Angeles naar Las Vegas en terug vervoeren.

### Openbaar vervoer
Er zijn in totaal 40 busbedrijven die diensten aanbieden in Greater Los Angeles. Deze busbedrijven tellen samen 631 lijnen. Daarnaast zijn er nog twee metrolijnen en vijf lightrailverbindingen.

#### Los Angeles County

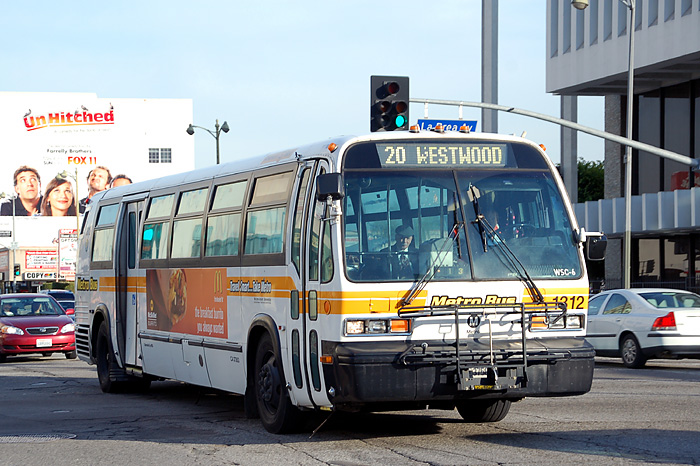
Een L.A. Metro bus op lijn 20 richting Westwood.

Los Angeles County telt in totaal 26 openbaar vervoersbedrijven. Het grootste bedrijf is de Los Angeles County Metropolitan Transportation Authority, met 140 buslijnen, twee snelbuslijnen, twee metrolijnen en vijf lightrailverbindingen. De metro- en lightrailverbindingen hebben een gezamenlijke lengte van 170,3 kilometer. 
Veel van de overige busbedrijven hebben maar een of twee lijnen en een belbus. 

#### Orange County
Orange County telt maar twee openbaar vervoersbedrijven, de Orange County Metropolitan Transportation en de Anaheim Resort Transportation. . 

#### Ventura County

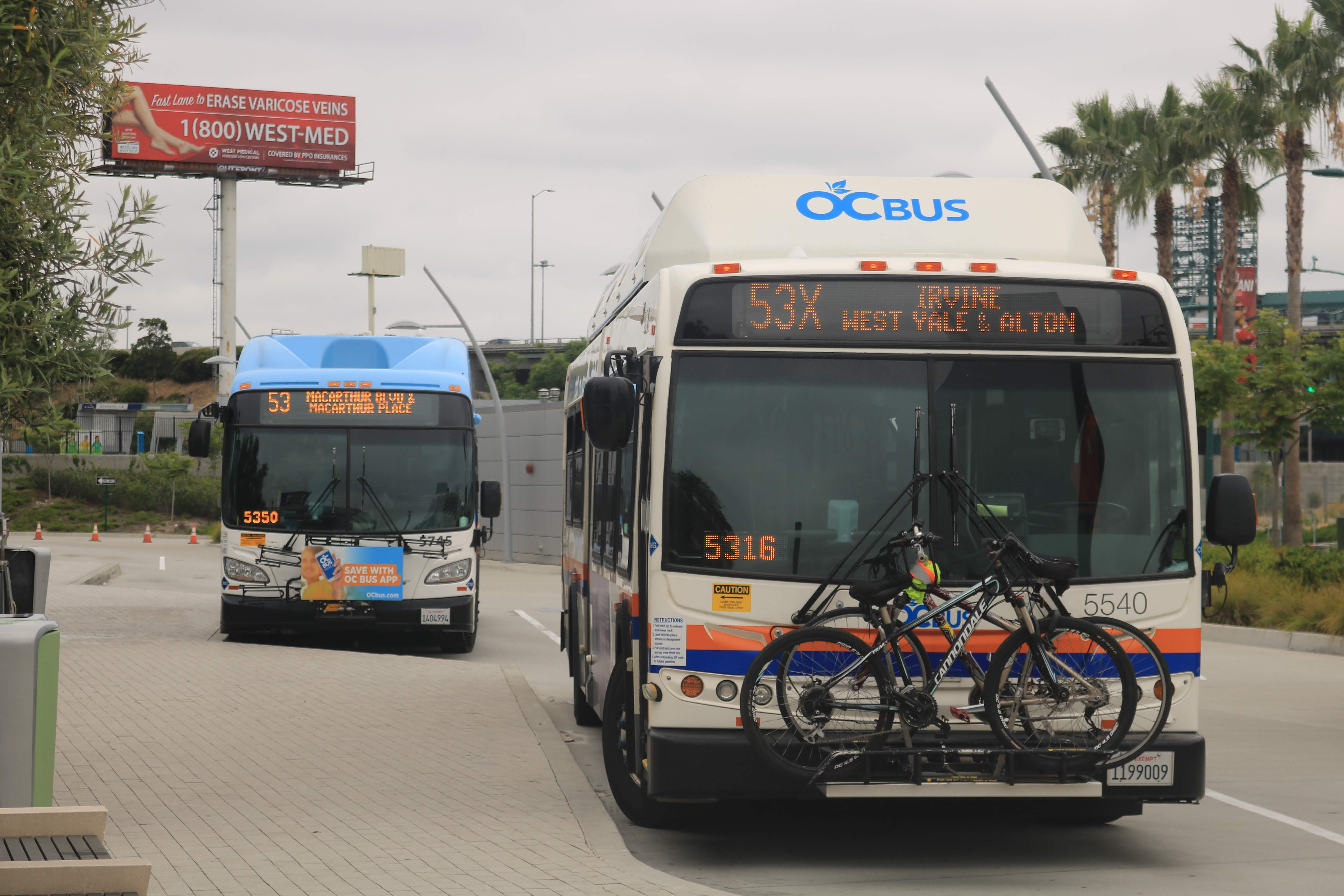
Twee Orange County Transportation Authority bussen in Anaheim.

Ventura County telt drie openbaar vervoersbedrijven, de Gold Coast Transit, de Thousand Oaks Transit en de VCTC Intercity. 

#### San Bernardino County
San Bernardino County telt vijf openbaar vervoersbedrijven, de Mountain Transit, de Morongo Basin Transit Authority, Needles Area Transit, Omnitrans en de Victor Valley Transit Authority. 

#### Riverside County
Riverside County telt vier openbaarvervoersbedrijven: de Pass Transit, de Riverside Transit Agency, de SunLine Transit Agency en de Palo Verde Valley Transit Agency.
Hoofdstad: Sacramento
Regio's: Antelope Valley · Big Sur · Cascade Range · Central Coast · Central Valley · Channel Islands · Coachella Valley · Conejo Valley · Cucamonga Valley · Death Valley · East Bay · East County · Emerald Triangle · Gold Country · Greater Los Angeles · Grote Bekken · Imperial Valley · Inland Empire · Klamath Basin · Lake Tahoe · Los Angeles Basin · Lost Coast · Mojave · Mountain Empire · Noord-Californië · North Bay · North Coast · North County · Oost-Californië · Owens Valley · Oxnard Plain · San Francisco Peninsula · Pomona Valley · Sacramento Valley · San Bernardino Valley · San Diego–Tijuana · San Fernando Valley · San Francisco Bay Area · San Gabriel Valley · San Joaquin Valley · Santa Clara Valley · Santa Clarita Valley · Shasta Cascade · Sierra Nevada · Silicon Valley · South Bay (LA) · South Bay (SD) · South Bay (SF) · South Coast · Southern Border Region · Upstate California · Wine Country · Yosemite · Zuid-Californië
Metropolitane gebieden: Bakersfield · Chico · Fresno · Los Angeles-Long Beach-Glendale · Modesto · Napa · Oakland-Fremont-Hayward · Oxnard-Thousand Oaks-Ventura · Riverside-San Bernardino-Ontario · Sacramento-Roseville · Salinas · San Diego-Carlsbad-San Marcos · San Francisco-San Mateo-Redwood City · San Jose-Sunnyvale-Santa Clara · San Luis Obispo-Paso Robles · Santa Ana-Anaheim-Irvine · Santa Barbara-Santa Maria · Santa Cruz-Watsonville · Santa Rosa-Petaluma · Stockton · Vallejo-Fairfield · Visalia-Porterville · Yuba City
County's: Alameda · Alpine · Amador · Butte · Calaveras · Colusa · Contra Costa · Del Norte · El Dorado · Fresno · Glenn · Humboldt · Imperial · Inyo · Kern · Kings · Lake · Lassen · Los Angeles · Madera · Marin · Mariposa · Mendocino · Merced · Modoc · Mono · Monterey · Napa · Nevada · Orange · Placer · Plumas · Riverside · Sacramento · San Benito · San Bernardino · San Diego · San Francisco · San Joaquin · San Luis Obispo · San Mateo · Santa Barbara · Santa Clara · Santa Cruz · Shasta · Sierra · Siskiyou · Solano · Sonoma · Stanislaus · Sutter · Tehama · Trinity · Tulare · Tuolumne · Ventura · Yolo · Yuba
Portaal Californië